# Anatolie Nosatîi

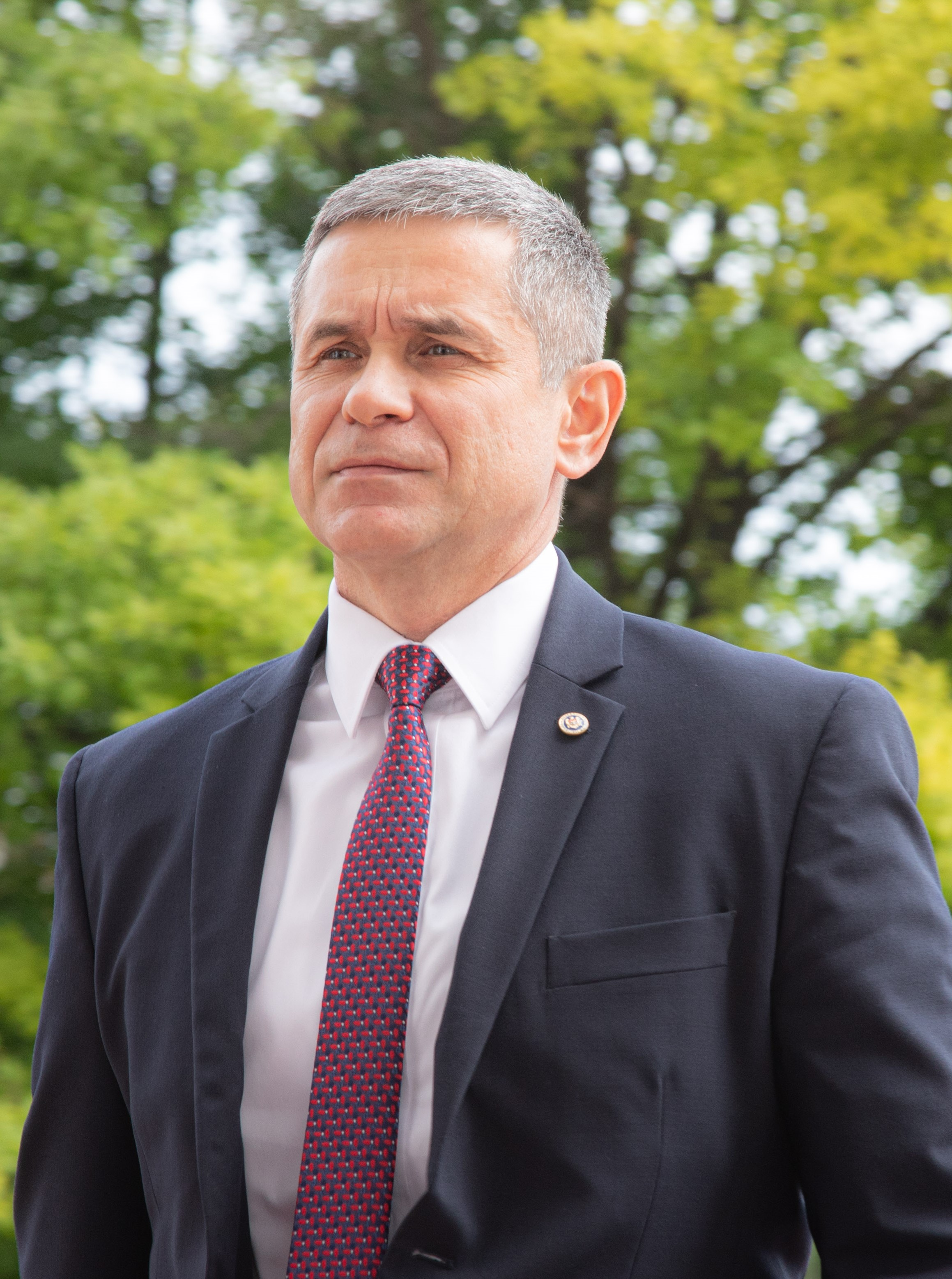
Anatolie Nosatîi, 2024

Anatolie Nosatîi (* 12. September 1972 in Chișinău, Moldauische SSR, Sowjetunion) ist ein moldauischer Politiker und Offizier. Seit 2021 ist er amtierender Verteidigungsminister der Republik Moldau. 

## Ausbildung und militärische Laufbahn
Nosatîi absolvierte von 1987 bis 1990 die Frunse-Internatsschule in Chișinău. Anschließend setzte er seine Ausbildung in der Ukraine fort, zunächst an einer Kommandoschule in Kiew und später an der Militärakademie Odessa. Seine internationale militärische Ausbildung umfasste ein Studium in den USA am Defense Language Institute (1999), der Army Engineer School (1999), dem United States Army Command and General Staff College (2005) sowie der National Defense University (2012).
Von 1994 bis 2000 diente Nosatîi am Militärkolleg in Chișinău (heute: Militärakademie Alexandru cel Bun). Dort stieg er bis zum Bataillonskommandeur auf. In den frühen 2000er Jahren war er Kommandeur des 22. Friedenssicherungsbataillons. Zwischen 2014 und 2018 war Nosatîi als militärischer Berater in der Hauptabteilung Friedenssicherungseinsätze tätig.

## Politische Karriere
Am 6. August 2021 wurde Anatolie Nosatîi von Präsidentin Maia Sandu und Premierministerin Natalia Gavrilița offiziell als Verteidigungsminister ernannt. Während seiner Amtszeit hat er sich bislang auf die Modernisierung der moldauischen Streitkräfte konzentriert, einschließlich der Verbesserung der Interoperabilität mit internationalen Partnern wie der NATO und der EU. 2023 unterzeichnete er das Beitrittsdokument zur South-Eastern Europe Defense Ministerial (SEDM), wodurch Moldau seine Verpflichtung zur Förderung von Frieden und Stabilität in der Region bekräftigte.

## Auszeichnungen
- Orden „Treue zum Vaterland“
- UN-Medaille für seine Teilnahme an Friedensmissionen
- Bronze Star Medal für humanitäre Einsätze im Irak.

## Persönliches
Anatolie Nosatîi spricht Rumänisch, Englisch, Russisch und Französisch.